# Дойников, Андрей Андреевич
Андрей Андреевич Дойников (24 ноября 1981, Москва) — российский перкуссионист, композитор, дирижёр.

## Биография
Начал заниматься музыкой в 6 лет. Окончил Школу имени Гнесиных по классам ударных инструментов и фортепиано, в 2004 — класс фортепиано в Российской академии музыки (класс Вл. М. Троппа), в 2005 — Московскую консерваторию (класс М. И. Пекарского). С осени 2008 аспирант и преподаватель Высшей школы музыки г. Детмольда, Германия (класс проф. П. Проммеля). Лауреат 1-й премии международного конкурса Classica Nova памяти Шостаковича в категории "Другие инструменты" в возрастной группе от 15 до 17 лет (Ганновер, 1997).

## Концертная деятельность и творческие контакты
Дойников выступал в ансамбле с такими музыкантами как Юрий Башмет, Мстислав Ростропович, Марк Пекарский, Алексей Любимов, Бобби МакФеррин, Марио Брунелло. Осенью 2006 в серии концертов оркестра Гнесинские виртуозы в Швейцарии и Германии Дойников успешно дебютировал как дирижёр.

## Сочинения
- Frolic-romance для маримбы соло (2007)
- Северные колыбельные для голоса и инструментального ансамбля (2007)

### Киномузыка
- «Черный монах» (1994) тел., реж. Л. Тимофеева;
- «Побег слонов из России» (2000) док., реж. С Быченко;
- «Десять заповедей» (2000) игр., реж. А Сильвестров;
- «Фрау Мария» (2001) док., реж. С Быченко;
- «Сущий рай» (2002) док., реж. С Быченко;
- «Шлю привет» (2002) аним., реж. С Быченко;
- «Доктор в небе» (2002) док., реж. С Быченко;
- «Георгий Жженов. Русский крест 1» (2002) док., реж. С Мирошниченко;
- «Георгий Жженов. Русский крест 2» (2004) док., реж. С Мирошниченко;
- «Георгий Жженов. Русский крест 3» (2005) док., реж. С Мирошниченко;
- «В ожидании рая» 2003 док., реж. С Быченко;
- «Солженицын на последнем плесе» (2005) док., реж. С Мирошниченко;
- «Рождённые в СССР: 21 год» (2005) (Granada TV) док., реж. С Мирошниченко;
- «Специальное средство» (2004) док., реж. А. Анаян;
- «Костяника» (2005) игр., реж. Д. Федоров;
- «Угольная пыль» (2006) док., реж. М. Мирошниченко;
- «Моя жена Люда» (2006) игр., реж. С. Бродский;
- «Великий полоз» (2007) игр., реж. А. Макеранец;
- «Бангладеш» (2007) док, реж И. Твердохлебов;
- «Широка Река» (2008) сер., реж. Д. Полторацкая;
- «Человек из меди» (2008) док., реж. М. Мирошниченко;
- «Кружева» (2008) сер., реж. Д. Полторацкая;
- «Слово» (2009) док., реж. С. Мирошниченко;
- «Крест в круге» (2009) худ., реж. Д. Федоров.

## Педагогическая деятельность
В настоящее время преподаватель класса ударных инструментов в Школе имени Гнесиных, дирижёр-ассистент оркестра Гнесинские Виртуозы.

## Признание
Лауреат международных конкурсов 
- Classica Nova памяти Шостаковича (Ганновер, 1997)[2]
- Симфония (Волгоград, 1998)
- 4-го конкурса исполнителей на ударных инструментах в Брно (Чехия)
- Молодёжная премия Триумф (2001)
- В составе творческой группы студии «Остров» — дважды лауреат премии «Золотой Орел», и др.